# Columbia (Illinois)
Columbia – miasto w Stanach Zjednoczonych, w stanie Illinois, w hrabstwie Monroe.